# Hıdırellez
Pour les articles homonymes, voir Ederlezi.
 (septembre 2017).
Si vous disposez d'ouvrages ou d'articles de référence ou si vous connaissez des sites web de qualité traitant du thème abordé ici, merci de compléter l'article en donnant les références utiles à sa vérifiabilité et en les liant à la section « Notes et références ».
Hıdırellez ou Hıdrellez (en turc : Hıdrellez ou Hıdırellez, en azéri : Xıdır Ilyas ou Xıdır Nəbi, en romani Ederlezi) est une fête turque préislamique originaire d'Asie centrale célébrant l'arrivée du printemps à date fixe, soit le 5 ou 6 mai du calendrier grégorien, et le 23 avril du calendrier julien, correspondant au jour de la Saint-Georges. Elle est similaire à la fête tatare de l'été, nommée Sabantuy et fêtée en juin.

## Description
C'est le jour où les saints prophètes Hızır (Al-Khidr), associé au printemps et à la renaissance, et Ilyas (Elijah) censé apporter la pluie dans les terres arides se rencontrent. La fusion de ces deux noms donne son nom à la fête . Elle désigne le premier jour de la saison chaude appelée « jours de Hızır » qui dure 186 jours, soit jusqu'au 17 novembre, la saison froide appelée « jours de kasım (novembre) » s'étendant sur 179 jours, soit du 18 novembre au 5 mai. Le nom de cette fête diffère d'une région à autre. 
La fête se pratique dans des endroits verts, près de sources d'eau, de tombes ou de lieux saints. Selon la croyance, sauter par-dessus le feu de l'œil d'Hıdırellez guérit des maladies et prévient du mauvais œil(voir aussi Nazar boncuk).

## Histoire
Deux théories présentent des origines différentes, l'une des origines mésopotamienne et anatolienne, l'autre des croyances des peuples turcs d'Asie centrale (voir tengrisme).
Des documents semblent montrer que les plus anciens de ce type de rituel étaient pratiqués dans la ville d'Ur, en Mésopotamie, à la fin du IIIe millénaire avant notre ère. Ces rituels étaient alors pratiqués à la fin de l'hiver sous l’appellation « Tammuz », représentant les pouvoirs stimulants de l'Euphrate et du Tigre irriguant la plaine de Mésopotamie.
Pendant la domination turque, le festival s'est répandu dans les Balkans où il est connu sous différentes appellations : Ederlezi, Erdelezi, Hedrelezi, Đurđevdan (fête de la Saint-Georges)[réf. souhaitée]. Pour les Gitans, Ederlezi est le festival de « tous les Roms » (Sa o Roma), chrétiens, musulmans ou autres, apprécié comme tel, même en Turquie[réf. souhaitée].